# Pegylis
Pegylis  es un género de coleópteros escarabeidos. Es el único género de la subtribu Pegylina que contiene las siguientes especies.

## Especies seleccionadas
- Pegylis brevior	Fairmaire 1884
- Pegylis conspurcata group
- Pegylis gestroi
- Pegylis gracilis	Burgeon 1946
- Pegylis hauseri	Brenske 1898
- Pegylis lineata	Lacroix 2008
- Pegylis maculipennis
- Pegylis morio	Blanchard 1850
- Pegylis neumanni	Kolbe 1894
- Pegylis pennigseni
- Pegylis pilosa	Lacroix 2008
- Pegylis pondoensis